# The Manor (film)
The Manor è un film del 2021 diretto da Axelle Carolyn.
Pellicola di produzione statunitense, sceneggiata dalla stessa regista Carolyn, prodotta dalla Blumhouse Television come esclusiva per il portale Prime Video.

## Trama
Judith è un'anziana ex ballerina che risulta ancora molto giovanile per la sua età, al punto da avere un rapporto molto migliore con suo nipote Josh rispetto a quello che riesce ad avere con sua figlia Barbara. Durante la festa relativa al suo settantesimo compleanno, la donna ha un malore: le viene quindi diagnosticata la malattia di Parkinson. Desiderosa di non essere un peso per la sua famiglia, la donna decide di andare a vivere in una casa di riposo: qui le viene tolto il cellulare e viene messa in camera con una donna che versa in condizioni ben peggiori delle sue, tuttavia a parte questo sembra trovarsi bene. Judith lega molto con l'infermiera Liesel, gradisce molte delle attività svolte nella struttura e soprattutto crea un gruppo affiatato con Roland, Trish e Ruth, altri anziani giovanili come lei con cui è solita giocare a carte. Durante una visita nel giardino della struttura, la donna scopre una maestosa quercia attraversata in modo insolito dai raggi del sole.
Man mano che passano i giorni, Judith nota comportamenti da parte del personale che non le piacciono, in particolare da parte di due infermieri, e a poco a poco le visite di suo nipote Josh iniziano a diventare gli unici momenti piacevoli. Nel frattempo le condizioni di salute della sua compagna di stanza peggiorano e la stessa Judith inizia a vedere una strana creatura che si aggira nella sua stanza di notte: gli inservienti bollano il tutto come incubi che non riesce a distinguere dalla realtà. Dopo una condizione di malessere, il medico della struttura diagnostica a Judith una demenza causata dal Parkinson e consiglia alla famiglia di tenerla nella struttura affinché possa essere curata al meglio, oltre a non assecondare per nessun motivo i suoi deliri. La donna inizia nel frattempo a notare stranezze circa i suoi compagni di gioco: i tre vivono in condizioni più agiate rispetto a lei e ad altri pazienti e hanno con sé abiti esageratamente giovanili.
Le condizioni della sua compagna di stanza peggiorano e la donna riceve la visita da parte del gatto della struttura, il quale è solito individuare la prossima persona destinata a morire. Quella donna effettivamente la donna muore, tuttavia fa in tempo a lasciare a Judith una lista in cui viene indicata come una delle prossime. La donna, terrorizzata, evade dalla struttura ma viene intercettata dalla sua famiglia, la quale la porta a pranzare in un ristorante in attesa che il personale della struttura arrivi per riportarla indietro: qui alcune foto le rivelano come i suoi tre compagni di giochi siano esattamente identici a com'erano 40 anni prima. Una volta tornata in ospizio, la donna scopre che i tre anziani sono tutti parenti di membri del personale: Roland della direttrice, le altre dei due infermieri che le sembrano più bruschi con gli altri anziani. Telefona quindi al nipote e gli racconta dei suoi sospetti, affermando che sia in corso qualcosa di sovrannaturale: il ragazzo non le crede e va via.
Quella notte Judith viene legata al letto: l'infermiera Liesel, estranea ai fatti, le promette tuttavia che le permetterà di scappare alla prima occasione. Il giorno dopo, tuttavia, Judith scopre che Liesel si è messa improvvisamente in malattia: nel frattempo l'unica persona rimasta prima di lei nella lista di chi sta per morire muore. Josh continua a pensare al racconto della nonna: si reca dunque al ristorante dove avevano pranzato e nota le foto viste dall'anziana, capendo così che c'è un fondo di verità. Entra quindi nella struttura, deciso ad aiutare la nonna: i due perlustrano la camera di Roland e, quando questi arriva senza notarli, scoprono che ha poteri sovrannaturali. L'uomo porta con sé una spazzola che aveva rubato a Judith, nella quale Judith ha tuttavia appena sostituito i propri capelli con quelli dell'uomo. Poco dopo, nonna e nipote scoprono i tre mentre svolgono un rito evocando un'entità capace di renderli nuovamente giovani ogni notte e di impedire loro di invecchiare di giorno: scoperti dai tre, vengono immobilizzati. Quando Roland completa il rito usando i capelli sostituiti da Judith, dalla quercia secolare si distacca un mostro: la creatura lo divora.
A questo punto, Judith minaccia di distruggere l'albero: le due anziane tuttavia cercano di convincere nonna e nipote ad aggiungersi alla loro congrega affinché la donna non muoia mai e il nipote non debba affrontare questo lutto. Judith è titubante, non vorrebbe sacrificare le vite d'altri per la propria, tuttavia Josh la supplica di accettare: i due diventano effettivamente delle streghe. Un anno dopo, l'ormai maggiorenne Josh sta per essere assunto dalla clinica e Judith, in perfetta salute, festeggia di nuovo il suo settantesimo compleanno: sua figlia Barbara crede si sia semplicemente sbagliata, non potendo sospettare minimamente ciò che è accaduto davvero.

## Produzione
In seguito al successo riscosso da una precedente collaborazione fra Blumhouse Productions e Prime Video, la quale aveva portato già alla pubblicazione di quattro film sulla piattaforma, le due aziende hanno rinnovato l'intesa affinché Prime Video distribuisse altri quattro film prodotti da Blumhouse Television. The Manor è una delle quattro pellicole selezionate per tale scopo.

## Distribuzione
Il film è stato reso disponibile su Prime Video a partire dall'8 ottobre 2021.

## Accoglienza
Sull'aggregatore Rotten Tomatoes il film riceve il 62 % delle recensioni professionali positive con un voto medio di 6 su 10 basato su 29 critiche, mentre su Metacritic ottiene un punteggio di 59 su 100 basato su 6 critiche.